# Táxi (aviação)
Táxi, fazer táxi, taxiamento ou rolagem refere-se ao movimento de uma aeronave no solo, pelo uso de sua própria potência, em contraste com reboque ou push-back, onde a aeronave é movida por um rebocador. Usualmente, uma aeronave se move usando rodas, mas também existem aeronaves que usam skis ou flutuadores (no caso de avião anfíbio).
Uma aeronave usa taxiways para taxiar de um lugar para outro em um aeródromo; por exemplo, ao mover-se entre um terminal e a pista de pouso e decolagem.  O termo "táxi" ou "taxiar" não é usado quando da rolagem para aceleração antes da decolagem ou desaceleração imediatamente após o pouso na pista de pouso e decolagem.
A força que impulsiona uma aeronave é proveniente de suas hélices ou de motores a reação. O direcionamento é obtido girando a bequilha; O piloto controla a direção normalmente usando os pedais. Aeronaves a jato maiores possuem um comando (steering) do lado direito da aeronave que atua como um volante comandando a bequilha hidraulicamente. Nem todas as aeronaves possuem bequilha controlável (bequilha louca). Nesse caso, o controle de direção se dá por meio de freios diferenciais ou exclusivamente por meio de leme (no caso de aeronaves anfíbias).
A ICA 100-12 define táxi da seguinte forma:
| “ | Movimento autopropulsado de uma aeronave sobre a superfície de um aeródromo, excluídos o pouso e a decolagem, mas, no caso de helicópteros, incluído o movimento sobre a superfície de um aeródromo, a baixa altura e a baixa velocidade. | ” |

## Segurança
Durante o táxi, a aeronave se move lentamente para garantir que se consiga parar rapidamente e não haver risco de danos em aeronaves maiores caso estas saiam acidentalmente das superfícies pavimentadas.
O uso de potência perto de terminais é limitado devido à possibilidade de danos causados pelo fluxo do jato.

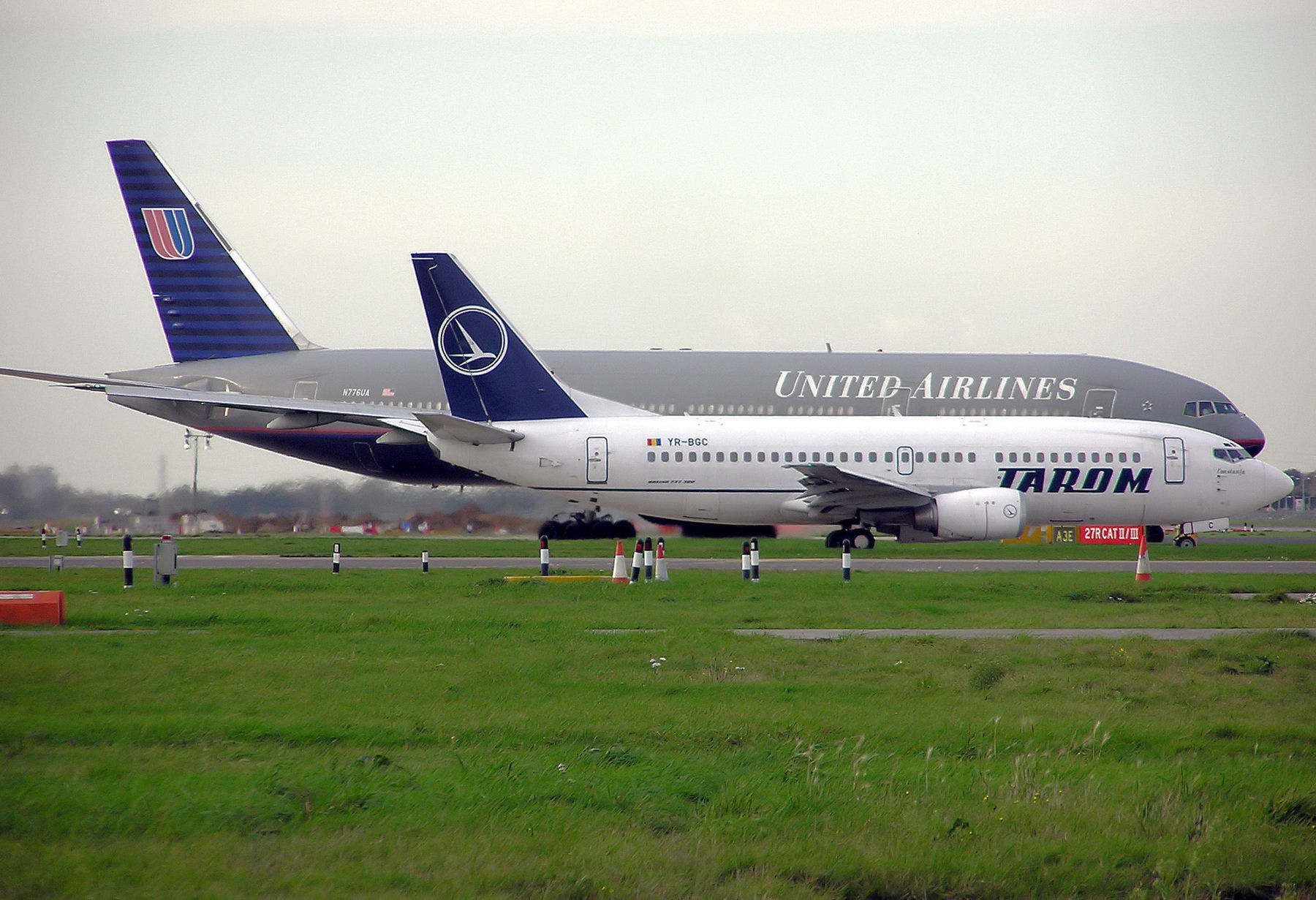
Boeing 737-300 da Tarom e um Boeing 777-200 da United Airlines taxiando lado a lado no Aeroporto de Londres Heathrow.